# Piste Bozeman
Pour les articles homonymes, voir Bozeman (homonymie).
La piste Bozeman (Bozeman Trail) était une route terrestre reliant les territoires gagnés par la ruée vers l'or dans le Montana à la piste de l'Oregon.

## Historique
Tracée en juin 1865, la piste Bozeman va de Fort Laramie au territoire minier du Montana, coupant ainsi le territoire des tribus Lakotas le long des Black Hills. Ce tracé empiétant sur les terres des Amérindiens, le chef Red Cloud demande sa fermeture, bien que le traité de Fort Laramie de 1851 permette aux Américains de construire des routes sur ces terrains.
Durant les négociations, les Américains construisent trois forts (Reno, Phil Kearny et C. F. Smith) pour protéger la route ; cette construction déclenche les représailles des Amérindiens, et déclenche la guerre de Red Cloud. Durant la bataille de Fetterman, qui a lieu près de la piste, un corps de 80 soldats américains est exterminé près du fort Phil Kearny par 500 Lakotas, Cheyennes et Arapahos.
En novembre 1868, les Américains acceptent d'abandonner la piste et les forts construits, et signent le traité de Fort Laramie de 1868. Mais en 1876, après la guerre des Black Hills, l'armée américaine rouvre la piste.

### Pages liées
- Pistes et routes historiques aux États-Unis